# 8591 Екскубітор
8591 Екскубітор (8591 Excubitor) — астероїд головного поясу, відкритий 24 вересня 1960 року.
Тіссеранів параметр щодо Юпітера — 3,176.